# Kranbalk

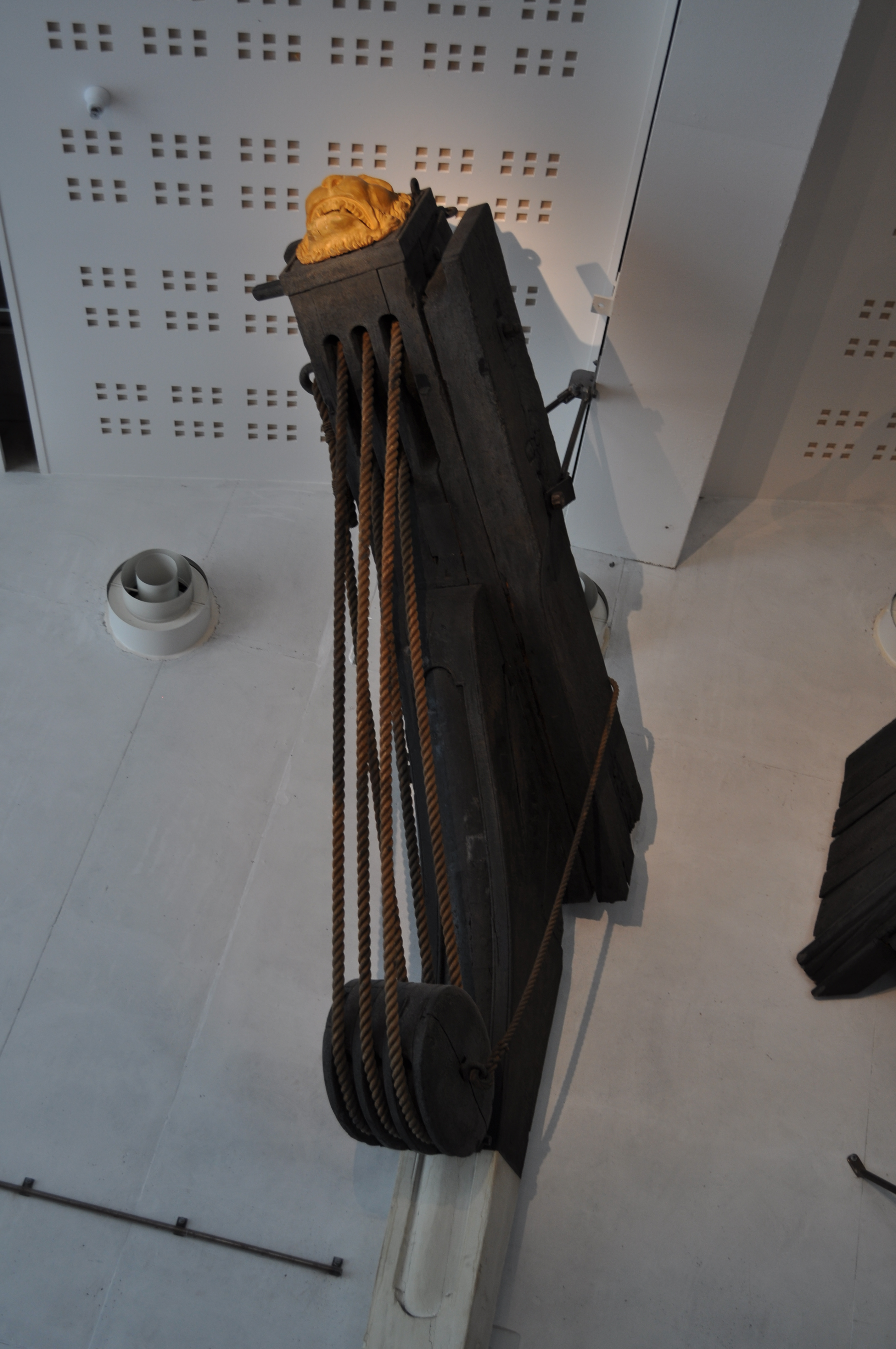
Kranbalk på Marinmuseum i Karlskrona.

Kranbalk, en på äldre segelfartygs på vardera sida om bogen utstickande fäst balk för att sätta eller hiva ankaret.
Med kranbalksvis avses en linje var sida från förstäven till 45 grader tvärs av fartyget, kranbalksvis om styrbord eller babord vid segling kranbalksvis i lovart eller lä, i riktning över bogen kranbalksvis. Denna lägesanvisning används för att ange riktning till föremål under segling. (Motsvarande riktning akterut, alltså 45 grader snett bakåt, kallas på marint språk "låringsvis").